# Universiteit van East Anglia

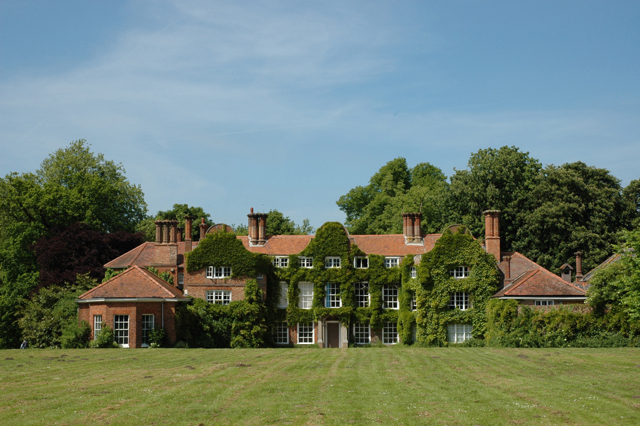
Earlham Hall

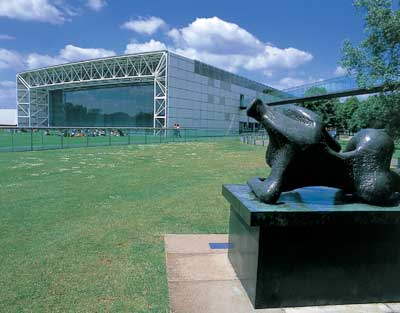
Sainsbury Centre for Visual Arts

De Universiteit van East Anglia (UEA) is een openbare universiteit in de Engelse stad Norwich. De universiteit, gevestigd in 1963, is vernoemd naar de historische streek East Anglia (aan de Noordzee, tegenover Nederland).
De universiteit bestaat uit vier faculteiten en heeft zo'n 20.000 studenten. De campus in Norwich omvat onder meer Earlham Hall, het oorspronkelijke gebouw van de Universiteit van East Anglia, waar nu de Norwich Law School van de universiteit gevestigd is. Op de campus staat ook het Sainsbury Centre for Visual Arts, een kunstmuseum en galerij. Het is een van de eerste openbare gebouwen ontworpen door Norman Foster.
In de Good University Guide van de The Times (2009) stond de universiteit op de 28e plaats in een lijst van de beste Britse universiteiten. In de Academic Ranking of World Universities (2009) staat de universiteit wereldwijd op een 181e plaats. Uit een vergelijking van Britse universiteiten door de vier hogeronderwijssubsidiefondsen van het land in 2008 bleek dat meer dan 50 procent van de onderzoeksactiviteit aan de Universiteit van East Anglia van internationaal leidende of uitmuntende klasse is. Volgens dit onderzoek is de universiteit in de top 3 van Groot-Brittannië in de vakgebieden kunstgeschiedenis, Amerikanistiek, film studies en international development en in de top 10 in milieukunde en farmacie.
De Universiteit van East Anglia was een van de oorspronkelijke leden van de 1994 Group, tot 2013 een coalitie van kleinere Britse universiteiten waar veel onderzoek gedaan wordt.

## Climate Research Unit
De Climate Research Unit (CRU) van de universiteit is een prominent klimaatonderzoekscentrum. In november 2009 lekten een aantal e-mails van de wetenschappers van de Climatic Research Unit (CRU) uit. In eerste instantie leek hieruit naar voren te komen dat wetenschappers gegevens over de opwarming van de Aarde hadden gemanipuleerd. Acht onafhankelijke instellingen onderzochten het incident en kwamen tot de conclusie dat de e-mails uit hun context gehaald waren, en dat er geen sprake was van fraude. De affaire werd door klimaatsceptici en de media omgedoopt tot Climategate.

## Bekende oud-studenten
Enkele bekende oud-studenten van de universiteit zijn:
- David Almond, kinderboekenschrijver
- Valerie Amos, voormalig voorzitter van het Britse Hogerhuis
- Diane Atkinson
- Nick Barton
- Steve Blame
- John Boyne
- Gurinder Chadha
- Mathias Cormann
- Jack Davenport, acteur, bekend van onder meer de Pirates of the Caribbean-films
- Simon Day
- Françoise Dupuis
- Anne Enright
- James Frain
- Thomas Galbraith, leider van de Conservatieve fractie in het Britse Hogerhuis
- Gerald Gazdar
- Charlie Higson, acteur, schrijver en komiek
- Sir Michael Houghton, viroloog, winnaar van de Nobelprijs voor de Fysiologie of Geneeskunde in 2020
- Sir Kazuo Ishiguro, Japans-Britse schrijver
- Murat Karayalçın, Turks politicus
- Panos Karnezis
- Ian McEwan, schrijver
- Jeff Minter
- Sir Paul Nurse, biochemicus, winnaar van de Nobelprijs voor de Fysiologie of Geneeskunde in 2001
- John Rhys-Davies, acteur, bekend van onder meer de Indiana Jones- en The Lord of the Rings-films
- Tatiana de Rosnay
- W. G. Sebald
- Össur Skarphéðinsson, minister van buitenlandse zaken van IJsland
- Matt Smith
- Paul Stewart
- Tupou VI
- Binyavanga Wainaina
- Paul Whitehouse, acteur, schrijver en komiek
- Alan Whiteside, Keniaans schrijver en aidsonderzoeker
- Kit Whitfield

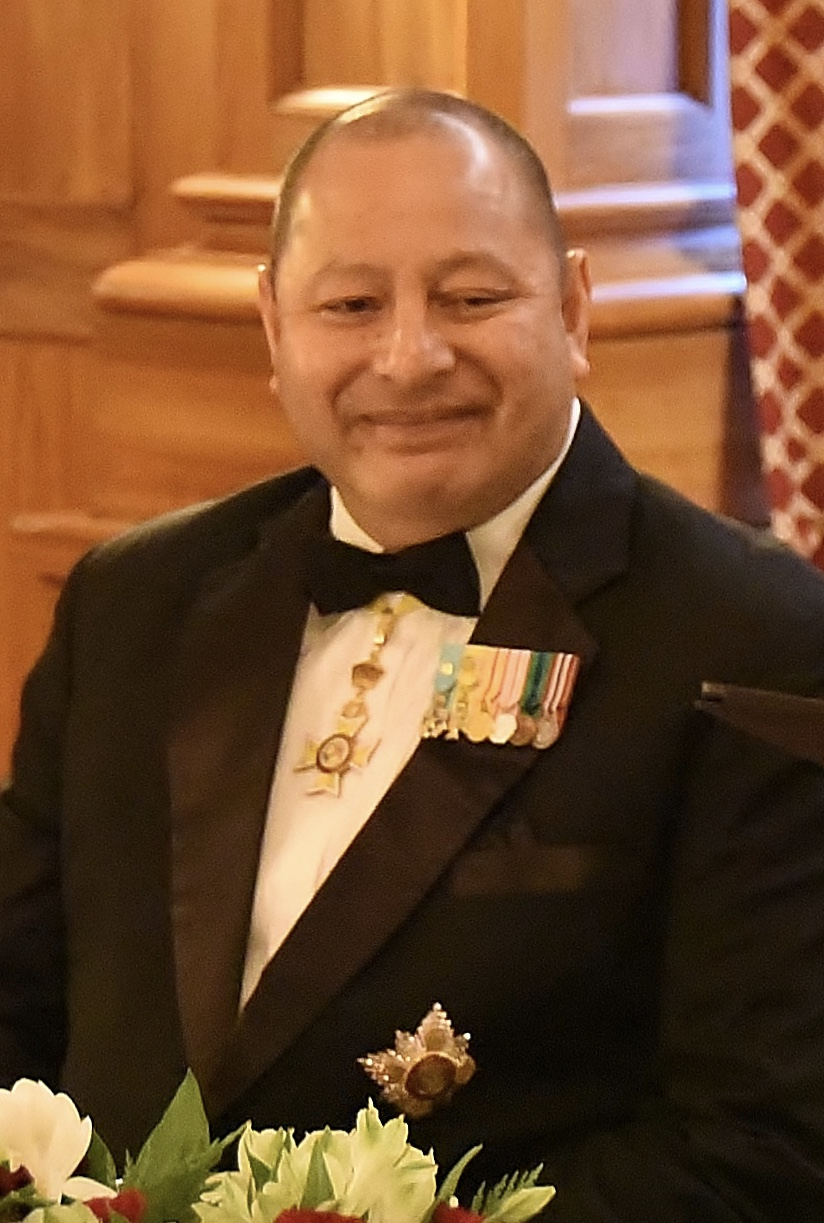
Koning Tupou VI van Tonga
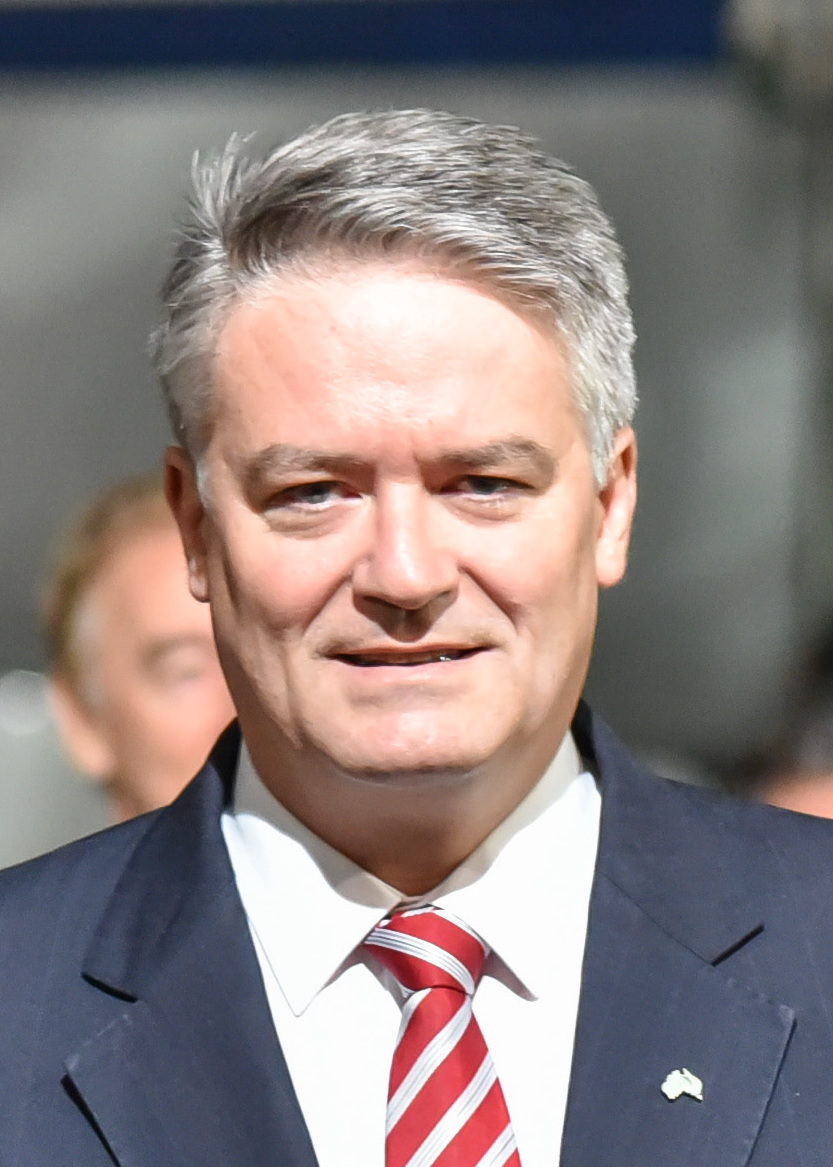
Mathias Cormann
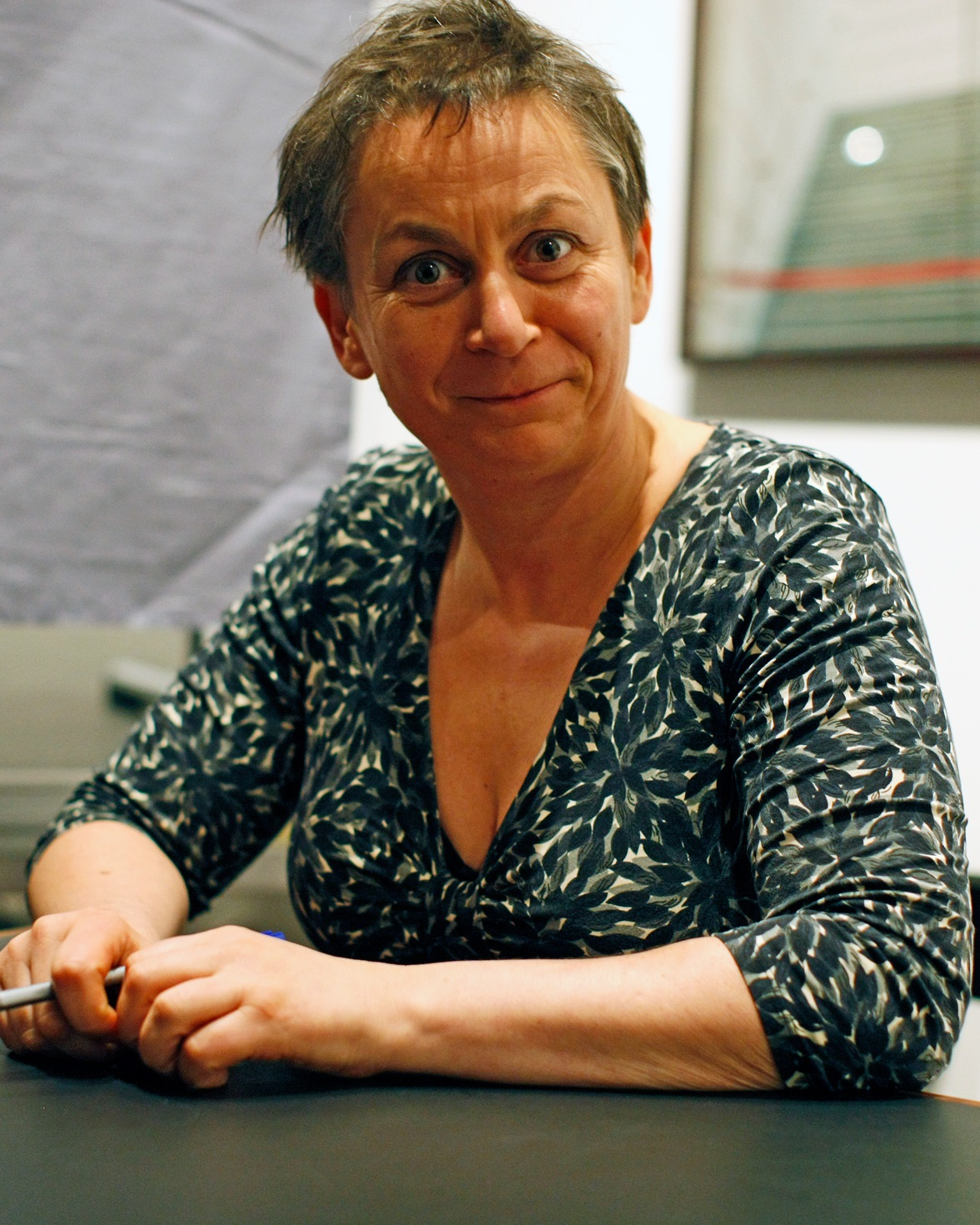
Anne Enright
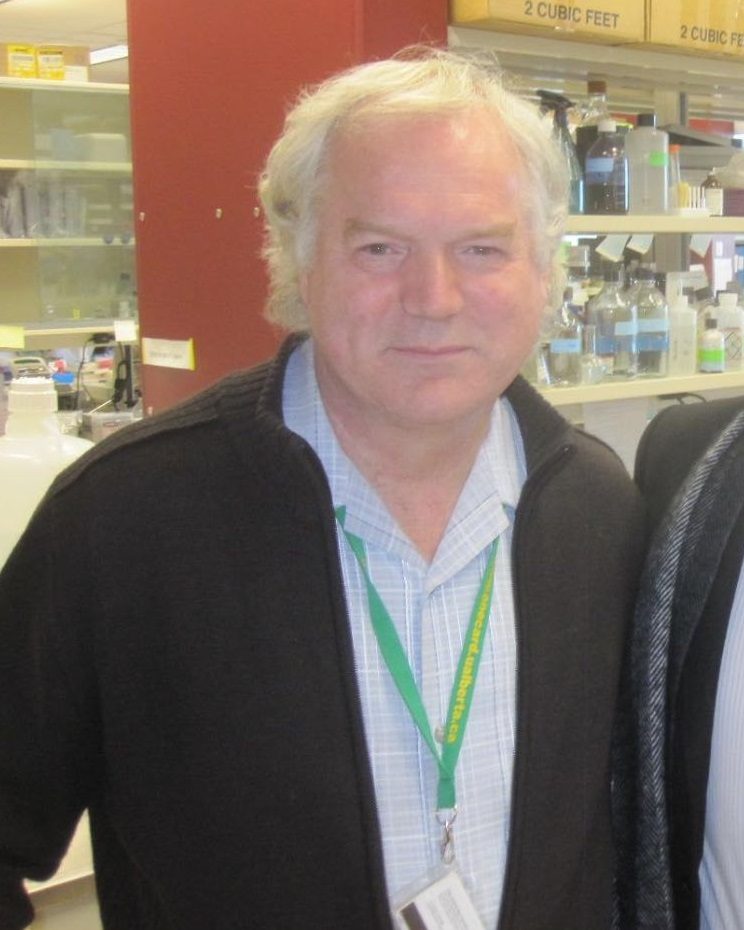
Sir Michael Houghton
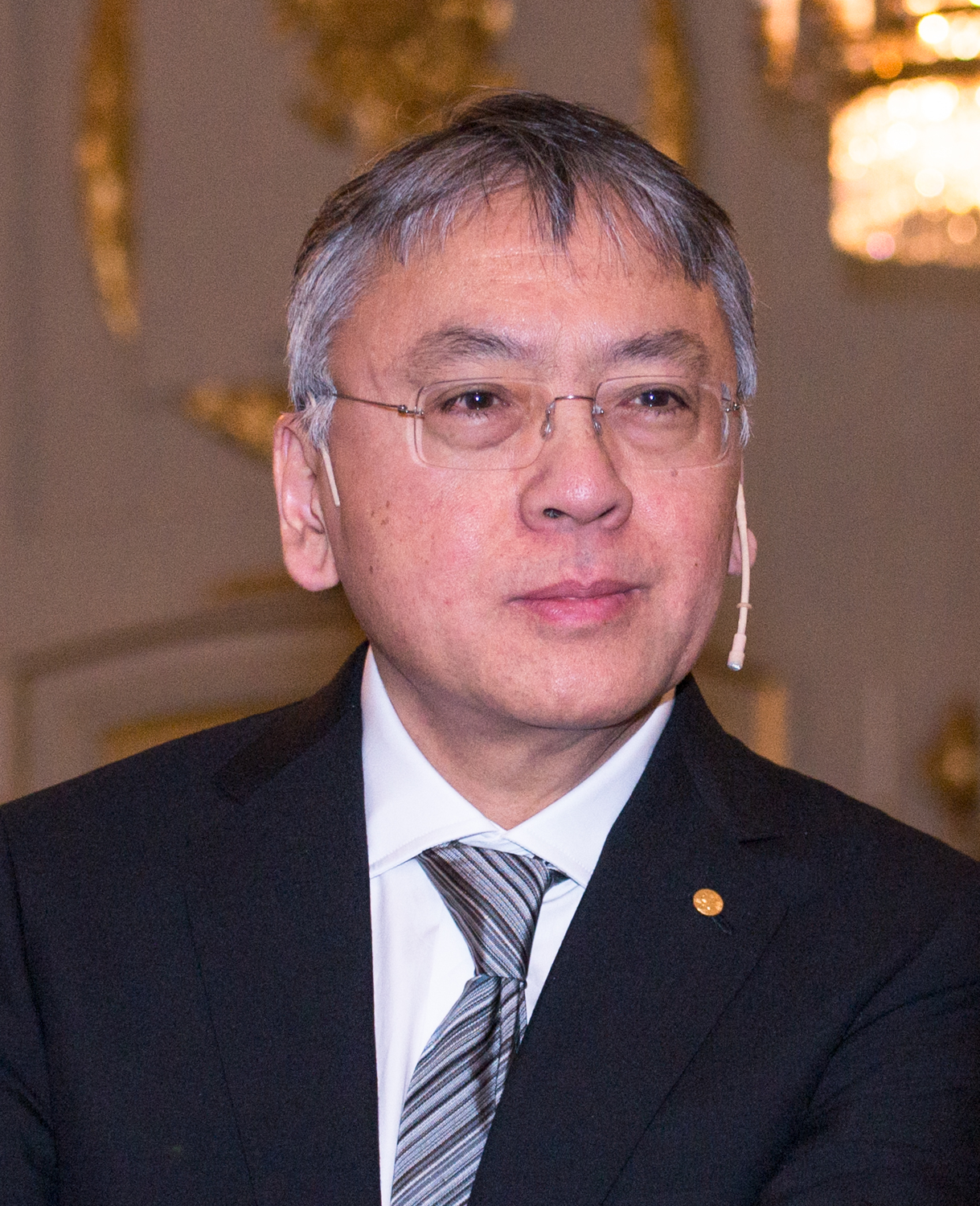
Sir Kazuo Ishiguro
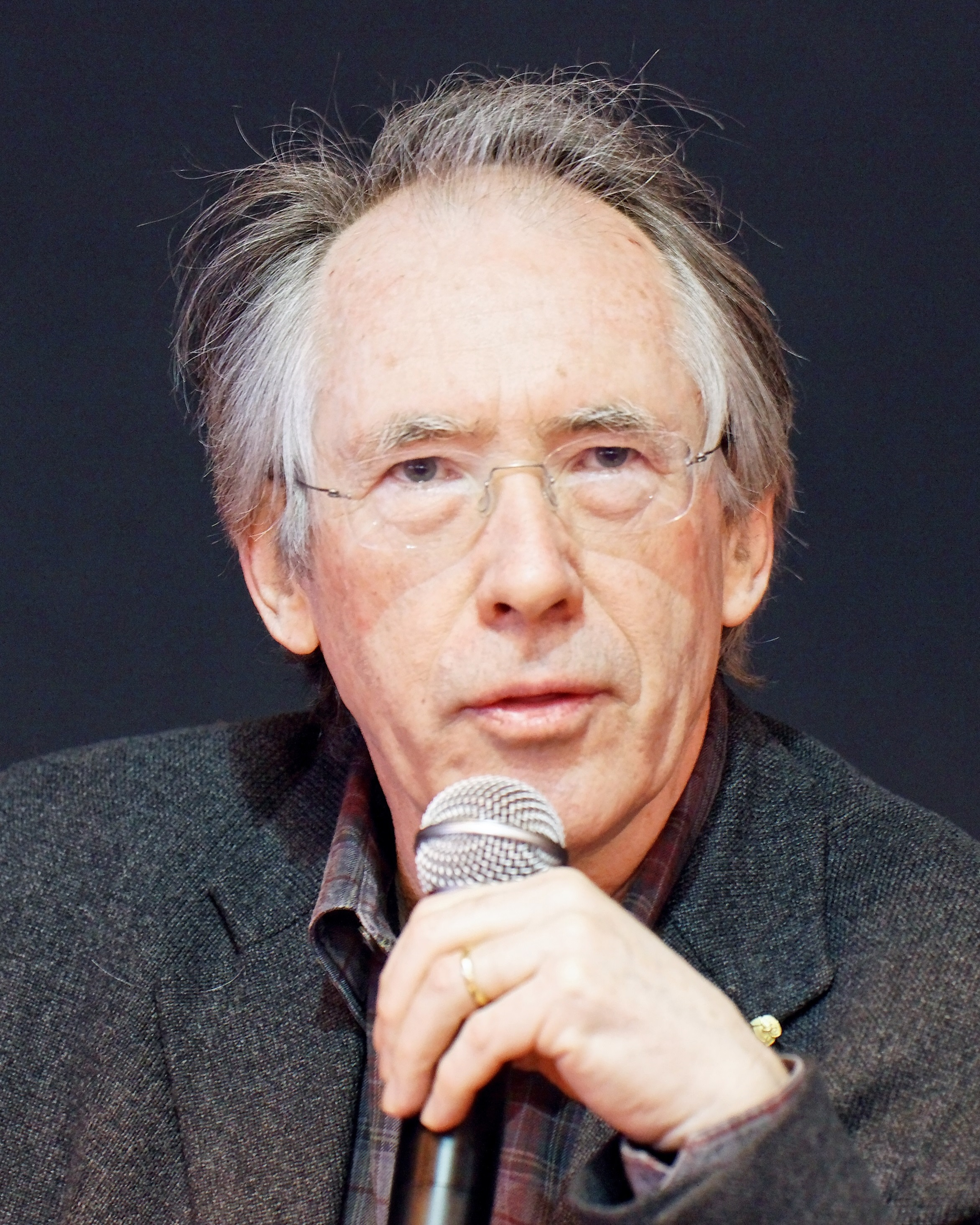
Ian McEwan
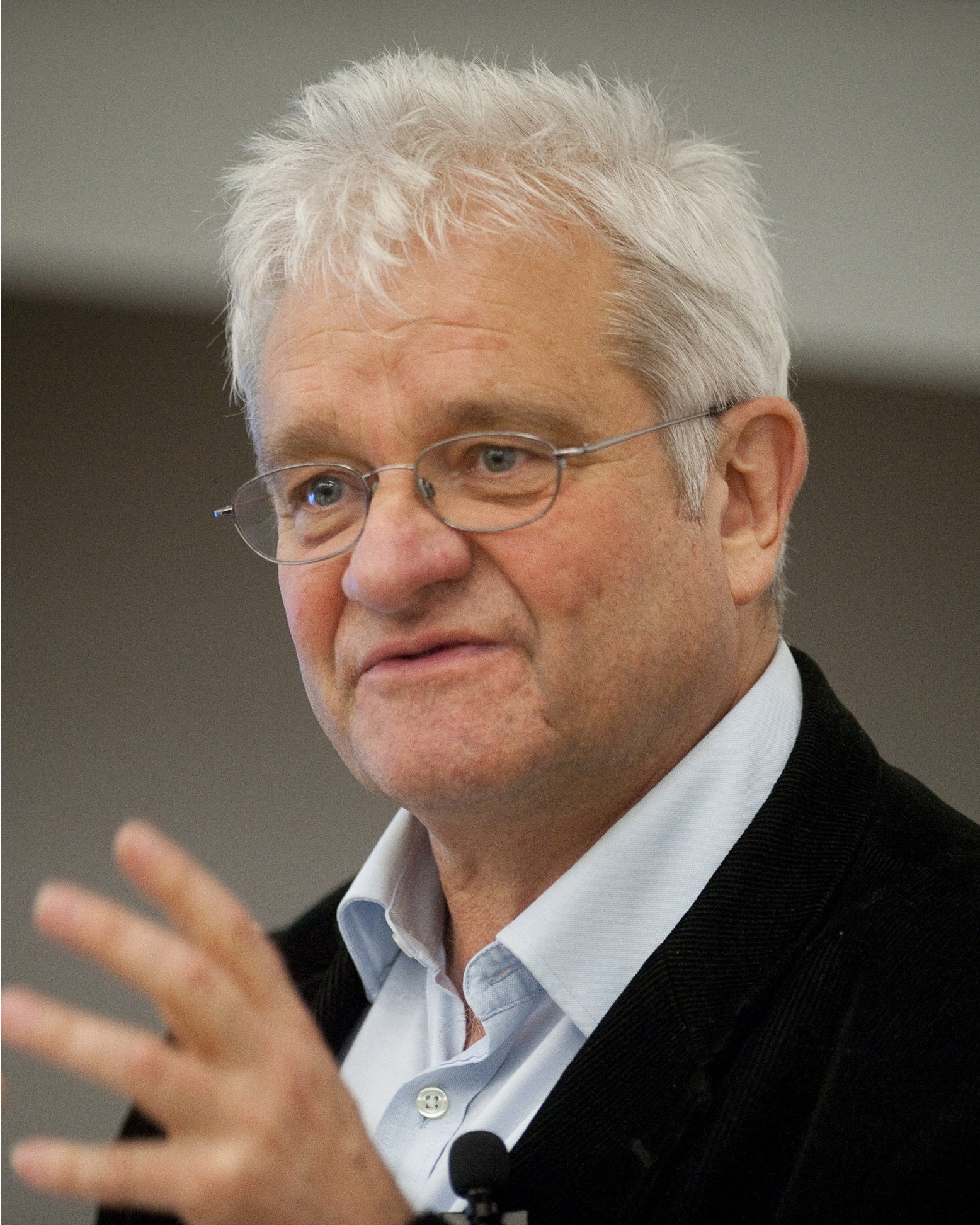
Sir Paul Nurse